# Bækmarksbro Station
Bækmarksbro Station er en dansk jernbanestation i landsbyen Bækmarksbro i det nordlige Vestjylland.